# Acueducto Colonial Tiquire Flores
El Acueducto Colonial Tiquire Flores, también llamada Acueducto de La Victoria es una de las primeras obras de ingeniería hidráulica en Venezuela. Construido para abastecer de agua a los sembradíos de las Haciendas Santa Teresa y Tiquire Flores, ubicadas en las cercanías de las poblaciones de El Consejo y La Victoria. Data del Siglo XVII y desde 1990 es Bien Patrimonial del Estado Aragua. Actualmente se halla en Ruinas.

## Historia y descripción
Construido en plena Época colonial venezolana, durante el auge de la Caña de Azúcar en los valles de Aragua, a finales del Siglo XVII -Inicios del XVIII- , con la finalidad de abastecer de agua a los sembradíos y poblaciones rurales de la zona, además de también abastecer al antiguo trapiche que funcionaba en la Hacienda de igual nombre. El agua, provenía de la Quebrada de Maletero, que tiene su naciente en los linderos del Parque Nacional Henri Pittier.
Originalmente constaba de un recorrido lineal, que va descendiendo de norte a sur. Está construido de ladrillo, piedra y mampostería y otros materiales de la zona. Inspirado en la Arquitectura romana, se trata de una serie de puentes soportados por arcos, por los cuales, pasaban una red de tuberías que conducían el agua a los acueductos; luego pasarían a los tanques y de ahí al consumo de la población.
Es uno de los símbolos más importantes del Municipio Revenga y forma parte del Patrimonio Histórico y Turístico del estado. En 1990 fue reconocido como Patrimonio Histórico y Arquitectónico del Municipio José Rafael Revenga y en 2004 fue declarado Bien de Interés Cultural por el IPC (Instituto de Patrimonio Cultural)
Los terrenos donde estuvo fueron vendidos a principios de los 80 para dar paso a la construcción de viviendas. El auge comercial e industrial de la zona y el abandono por parte de los diferentes gobiernos, trajo como consecuencia el deterioro del acueducto. 